# Steve LaSpina
Steven Frank LaSpina (né le 24 mars 1954) est un musicien de jazz américain spécialisé en guitare basse.

## Biographie
Steve LaSpina naît à Wichita Falls. Il fréquente l'université de l'Illinois à Urbana-Champaign et l'université DePaul. Il devient musicien professionnel au cours des années 1970 à Chicago. Il joue avec des personnalités telles Bunky Green (en), Larry Novak (en), Thomas Daley (1975–1979), Chet Baker (1978) et, à partir de 1978, Marian McPartland, avec qui il collaborera jusqu'en 1986.
Il déménage à New York en 1979 et joue avec les orchestres de Mel Lewis (1978–1982), Stan Getz (1986-1987), Jim Hall (1988- ), Andy LaVerne (1989- ) et Benny Carter. Il enseigne également la musique à l'université de New York et au College of St. Rose (en).

## Discographie
- New Horizon avec Marc Copland, Billy Drewes (de), Jeff Hirshfield (en), 1992
- Eclipse 1994
- When I'm Alone avec Marc Copland, Billy Drewes, Jeff Hirshfield, 1995
- Story Time avec Marc Copland, Billy Drewes, Jeff Hirshfield, Vic Juris (en), 1996
- The Road Ahead avec Billy Drewes, Jim McNeely (en), Vic Juris, Jeff Hirshfield, 1997
- When Children Smile avec Dave Ballou (en), Billy Drewes, Jeff Hirshfield, Vic Juris, 1997
- Distant Dream avec Billy Drewes, Fred Hersch, Jeff Hirshfield, Ben Monder, 2000
- The Bounce avec Dave Ballou, Billy Drewes, Jeff Hirshfield, 2001
- Remember When 2003
- Play Room avec Dave Ballou, Billy Drewes, Jeff Hirshfield, Gary Versace (de), 2006